# Барбарос (булевард)
Барбарос (на турски: Barbaros Bulvarı) е главна улица с дължина 3,1 км в район Бешикташ от европейската страна на Истанбул, Турция. Той се движи по права линия в посока юг-север от площад Бешикташ над Йълдъз до Зинджирликую, където преминава в Бююкдере (булевард). Наречен е на османския адмирал от флота Хайредин Барбароса (на турски: Barbaros Hayrettin Paşa) (ок. 1478–1546), чиято гробница се намира в Бешикташ.
Това е основна артерия на централния бизнес район на Истанбул, който не се намира в историческия център на града, а по-скоро на север от площад Таксим.
Булевардът с дължина 1,5 km се изкачва по склон от 1,5 m надморска височина на площад Бешикташ до 135 m в Балмумджу преди Зинджирликую. Тази част от улицата е широка 50 m с наклон от 8%, докато частта между Балумджу и Зинджирликую има ширина 30 m и наклон от 2–3%.

## История
Изграждането на булеварда започва през 1957 г. в рамките на проекта за градско преустройство на Истанбул от италианския градостроител Луиджи Пикинато, иницииран от министър-председателя Аднан Мендерес (1899–1961). Отворена за движение през 1958 г., улицата първоначално е наречена Yıldız Yokuşu или Yıldız Yolu, тъй като минава през квартал Йълдъз.
Значението му нараства, тъй като е свързан с построения през 1973 г. Босфорски мост, който става първият директен маршрут между двете страни на Истанбул. Той служи като захранващ за Босфорския мост, който пренася вътрешноградската магистрала O-1.